# Lafangey Parindey
Pour plus de détails, voir Fiche technique et Distribution.
Lafangey Parindey (लफंगे परिंदे) est un film indien de Bollywood réalisé par Pradeep Sarkar en 2010, produit par Aditya Chopra.

## Fiche technique
- Titre : Lafangey Parindey
- Titre original : लफंगे परिंदे
- Réalisation : Pradeep Sarkar
- Scénario : Gopi Puthran
- Musique : Anandh Ranganathan
- Paroles des chansons : Swanand Kirkire (en)
- Photographie : Nataraja Subramanian
- Montage : Sanjib Datta
- Production : Aditya Chopra et Yash Chopra
- Société de production : Yash Raj Films
- Pays :  Inde
- Genre : Action, drame, film musical, romance et
- Durée : 126 minutes
- Dates de sortie : 
  -  Inde : 20 août 2010

## Distribution
- Neil Nitin Mukesh : One Shot Nandu
- Deepika Padukone : Pinky Palkar
- Vijay Adhav :
- Manish Chaudhary : Inspector K.K. Sethna
- Juhi Chawla : Judge - India's Got Talent
- Namit Das : Chaddi
- Shiamak Davar : Judge - India's Got Talent
- Javed Jaffrey (en) : Judge - India's Got Talent
- Pankaj Jha : The Eunuch
- Kay Kay Menon : Anna
- Piyush Mishra : Usmaan Ali / Usmaan Bhai
- Palomi : Tina
- Ameya Pandya : Babloo Mane
- Rahul Pendkalkar : Ganesh 'Ganya' Palkar
- Vinay Sharma :
- S.M. Zaheer : Police Commissioner
- Shahana Goswami : Gina Fernandes
- Darshan Jariwala : Ramprasad
- Ayaz Khan : Sanjay
- Saira Khan : Oscar's First Wife
- Arjun Rampal : Jignesh
- Nandita Thakur : Partho's mother
- Arkadi Tsinman :
- Yan Yanakiyev :
- Mariya Yarotskaya :

## Anecdotes
- Deepika et Neil ont dit qu'ils avaient fait des cascades assez spectaculaires.
- Pendant le tournage du film, Neil a affirmé que la violence physique du film est vraie. "J'étais couvert de bleus et de blessures", expliquait-il.